# Эррера, Хосе Орландо
Хосе́ Орла́ндо Эрре́ра Табо́рга (исп. José Orlando Herrera Taborga; род. 9 марта 2003, Кобиха) — боливийский футболист, опорный полузащитник клуба «Боливар» и сборной Боливии.

## Клубная карьера
Эррера — воспитанник клуба «Боливар». 28 ноября 2020 года в матче против «Ориенте Петролеро» он дебютировал в боливийской Примере. 11 декабря в поединке против «Гуабиры» Хосе забил свой первый гол за «Боливар». В 2022 году он помог клубу выиграть чемпионат. Летом того же года Эррера на правах аренды выступал за португальский «Сан Жау де Вер».

## Международная карьера
30 марта 2022 года в отборочном матче чемпионата мира 2022 против сборной Бразилии Эррера дебютировал за сборную Боливии.
В 2023 году в составе молодёжной сборной Боливии Эррера принял участие в молодёжном чемпионате Южной Америки в Колумбии. На турнире он сыграл в матчах против сборных Венесуэлы, Эквадора, Чили и Уругвая.

## Достижения
Клубные
 «Боливар»
- Победитель боливийской Примеры — 2022